# 松か井の水

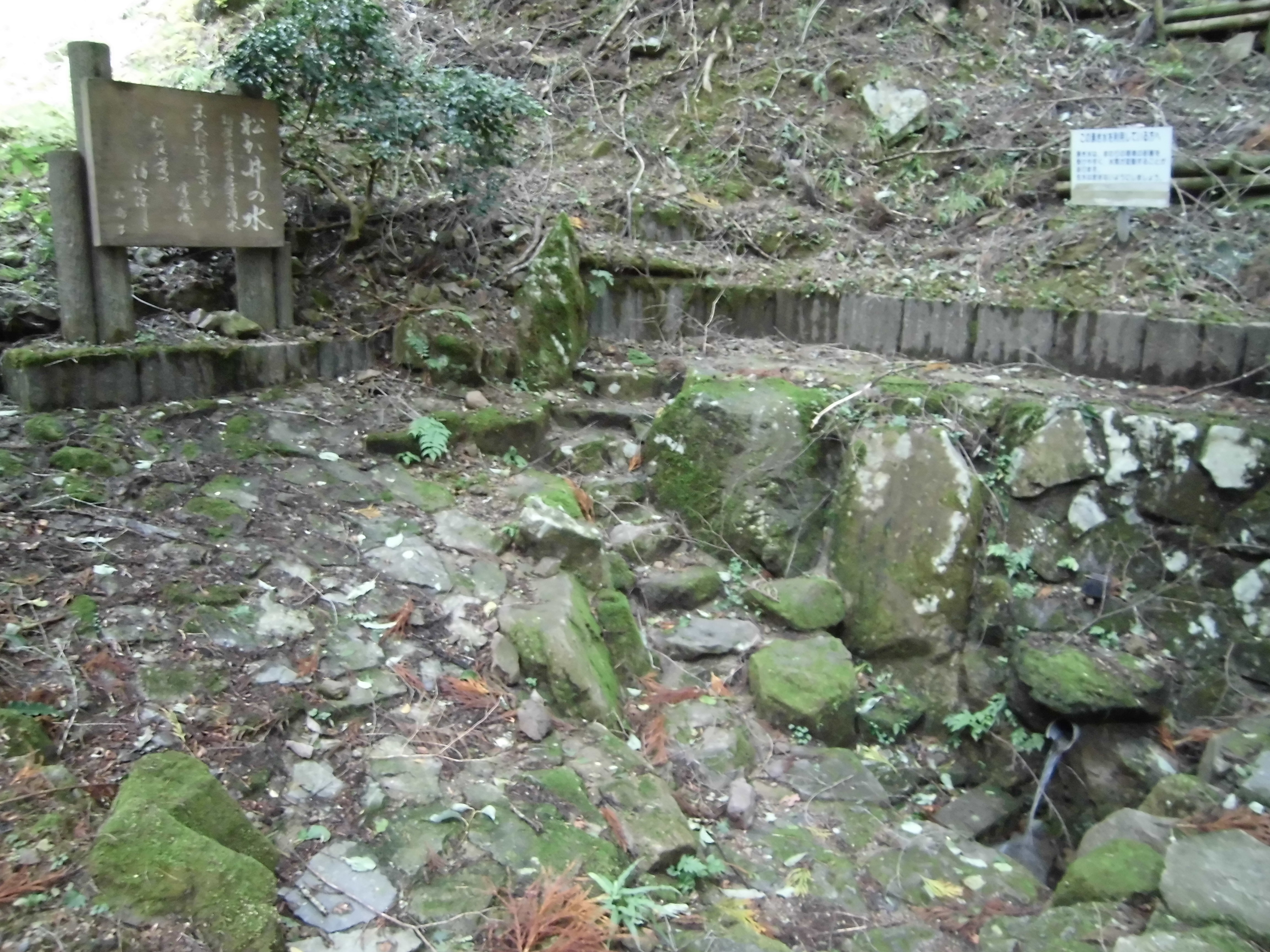
旧道 高坂峠　松か井の水

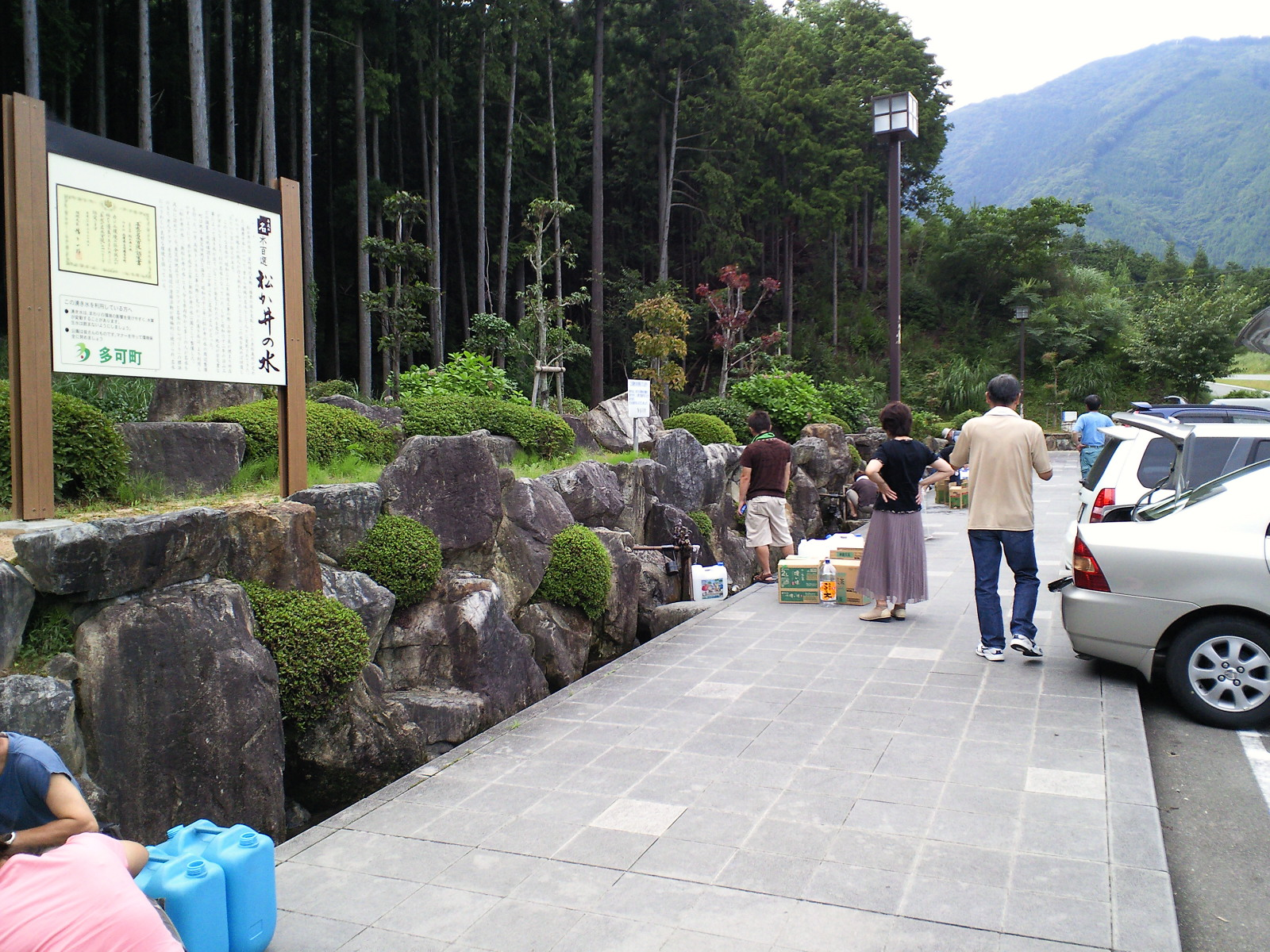
新松か井の水公園の水汲み場

松か井の水（まつかいのみず）は、兵庫県多可郡多可町加美区奥荒田の高坂峠近くから出る湧き水。 東はりま加古川水の新百景、平成の名水百選に選定されている。また、兵庫県道8号加美宍粟線沿いに「新松か井の水公園」も整備されている。

## 歴史・概要
県道8号線旧道沿いの高坂峠手前から東へ少し外れた場所から湧き出ている。
室町時代に赤松義村が定めた「播磨十水」のひとつと伝えられている。峠越えの旅人が生き倒れとなった時、この水を飲んで回復したとの言い伝えがある。
1957年（昭和32年）の林道工事の際に土砂に埋まって所在不明となり、幻の名水となっていたが、1987年（昭和62年）に治山工事の際に再発見され、地元の有志により水汲み場と遊歩道が整備された。
- 位置：北緯35度05分37秒 東経134度51分19秒 / 北緯35.09361度 東経134.85528度

## 新松か井の水公園
県道8号線新道の高坂トンネル工事の際に発見された湧き水をトンネル東側出口から少し下った場所まで引き込み、水汲み場として2001年（平成13年）に「新松か井の水公園」として整備された。
4箇所の水汲み場と駐車スペースがあり、水汲み場すぐそばまで車を寄せることができる。
- 位置：北緯35度05分54秒 東経134度51分28秒 / 北緯35.09833度 東経134.85778度
- 湧水量：約30トン/日